# Élections municipales de 2019 à Séville
Les élections municipales de 2019 à Séville (en espagnol : elecciones municipales de 2019 en Sevilla) se tiennent le dimanche 26 mai 2019, afin d'élire les 31 conseillers municipaux de Séville pour un mandat de quatre ans.

## Contexte
Lors des élections du 24 mai 2015, le Parti populaire du maire sortant, Juan Ignacio Zoido, perd la large majorité absolue dont il bénéficiait depuis quatre ans. Le 13 juin suivant, le socialiste Juan Espadas est investi maire de Séville par 16 voix favorables, bénéficiant du soutien de la liste Participa Sevilla et d'Izquierda Unida, qui se maintiennent dans l'opposition, en sus des élus du Parti socialiste.

## Mode de scrutin

### Conditions de candidature
Peuvent présenter des candidatures, : 
- les partis et fédérations de partis inscrits auprès des autorités ;
- les coalitions de partis et/ou fédérations inscrites auprès de la commission électorale au plus tard dix jours après la convocation du scrutin ;
- et les électeurs de la commune, s'ils représentent au moins 5 000 parrainages.

### Répartition des sièges
Le nombre de conseillers municipaux est établi en fonction de la population de la commune. Les communes de plus de 100 001 habitants comptent 25 conseillers et un conseiller supplémentaire pour 100 000 habitants ou fraction, ainsi qu'un conseiller supplémentaire si le total de conseillers municipaux constitue un nombre pair. Séville comptant officiellement 688 711 habitants recensés à la fin de l'année 2018, elle dispose de 31 conseillers municipaux.
Seules les listes ayant recueilli au moins 5 % des suffrages valides — qui constitue le total des suffrages exprimés et des bulletins blancs — peuvent participer à la répartition des sièges à pourvoir dans cette même circonscription, qui s'organise en suivant différentes étapes : 
- les listes sont classées en une colonne par ordre décroissant du nombre de suffrages obtenus ;
- les suffrages de chaque liste sont divisés par 1, 2, 3... jusqu'au nombre de députés à élire afin de former un tableau ;
- les mandats sont attribués selon l'ordre décroissant des quotients ainsi obtenus[5],[6],[7].

### Élection du maire
Le maire est élu par le conseil municipal, parmi les conseillers municipaux ayant occupé la première place de leurs listes respectives. Est élu maire celui qui recueille le soutien de la majorité absolue des conseillers. Si aucun candidat n'atteint cette majorité, le conseiller municipal ayant occupé la première place de la liste qui a recueilli le plus grand nombre de suffrages est proclamé maire.

## Campagne

### Principales listes
| Force politique | Force politique                                                          | Force politique | Idéologie                                                                       | Tête de liste         | Résultats en 2015       |
| --------------- | ------------------------------------------------------------------------ | --------------- | ------------------------------------------------------------------------------- | --------------------- | ----------------------- |
|                 | Parti populaire (es) Partido Popular                                     | PP              | Centre droit à droite Libéral-conservatisme, démocratie chrétienne, unionisme   | Beltrán Pérez         | 33,1 % des voix 12 élus |
|                 | Parti socialiste ouvrier espagnol (es) Partido Socialista Obrero Español | PSOE            | Centre gauche Social-démocratie, progressisme                                   | Juan Espadas          | 32,2 % des voix 11 élus |
|                 | Adelante Andalucía (fr) En avant (l')Andalousie                          | Adelante        | Gauche à gauche radicale Socialisme démocratique, anticapitalisme, andaloucisme | Susana Serrano        | 16,0 % des voix 5 élus  |
|                 | Ciudadanos (fr) Citoyens                                                 | Cs              | Centre droit à droite Libéralisme, réformisme, unionisme                        | Álvaro Pimentel       | 9,3 % des voix 3 élus   |
|                 | Vox                                                                      | Vox             | Droite radicale à extrême droite Néo-franquisme, centralisme, ultranationalisme | María Cristina Peláez | 0,5 % des voix 0 élu    |

## Résultats
|                        |                                                         |         |       |      |        |               |  |  |  |  |  |  |  |  |
| Parti                  | Parti                                                   | Voix    | %     | +/-  | Sièges | +/-           |  |  |  |  |  |  |  |  |
|                        | Parti socialiste ouvrier espagnol (PSOE)                | 123 933 | 39,24 | 7,08 | 13     | 2             |  |  |  |  |  |  |  |  |
|                        | Parti populaire (PP)                                    | 73 101  | 23,15 | 9,90 | 8      | 4             |  |  |  |  |  |  |  |  |
|                        | Adelante Andalucía (Adelante)                           | 44 546  | 14,10 | 1,92 | 4      | 1             |  |  |  |  |  |  |  |  |
|                        | Ciudadanos (Cs)                                         | 39 331  | 12,45 | 3,16 | 4      | 1             |  |  |  |  |  |  |  |  |
|                        | Vox                                                     | 25 122  | 7,95  | 7,49 | 2      | 2             |  |  |  |  |  |  |  |  |
|                        | Parti animaliste contre la maltraitance animale (PACMA) | 3 521   | 1,11  | 0,09 | 0      | en stagnation |  |  |  |  |  |  |  |  |
|                        | Andalucía Por Sí (es) (AxSí)                            | 1 083   | 0,34  | 1,07 | 0      | en stagnation |  |  |  |  |  |  |  |  |
|                        | Autres partis                                           | 2 908   | 0,92  | -    | 0      | -             |  |  |  |  |  |  |  |  |
|                        | Vote blanc                                              | 2 281   | 0,72  | 0,41 |        |               |  |  |  |  |  |  |  |  |
|                        |                                                         |         |       |      |        |               |  |  |  |  |  |  |  |  |
| Suffrages exprimés     | Suffrages exprimés                                      | 315 826 | 99,37 |      |        |               |  |  |  |  |  |  |  |  |
| Votes nuls             | Votes nuls                                              | 2 017   | 0,63  |      |        |               |  |  |  |  |  |  |  |  |
| Total                  | Total                                                   | 317 843 | 100   | -    | 31     | en stagnation |  |  |  |  |  |  |  |  |
| Abstention             | Abstention                                              | 223 008 | 41,23 |      |        |               |  |  |  |  |  |  |  |  |
| Inscrits/Participation | Inscrits/Participation                                  | 540 851 | 58,77 |      |        |               |  |  |  |  |  |  |  |  |

## Suites
Le 15 juin 2019, le maire socialiste sortant, Juan Espadas, est investi pour un second mandat en sa qualité de tête de la liste arrivée en tête : il ne recueille en effet que les 13 voix de son groupe, mais aucun autre candidat n'obtient le soutien de la majorité absolue des conseillers municipaux.